# 羅尚愛
羅尚愛（1486年—？年），字以德，四川重慶府巴縣人，民籍，八月初三日生，行十，治《易經》，明朝政治人物。

## 生平
由國子生中式四川鄉試第十二名舉人，年三十六歲中式正德十六年（1521年）辛巳科會試第三百十一名，第三甲第七十九名進士。

## 家族
曾祖羅仲成；祖羅文通；父羅善；前母尚氏；景氏。慈侍下。兄尚儒；尚質，弟尚敏；尚義。